# Ґосцишево
Ґосцишево (пол. Gościszewo, нім. Braunswalde) — село в Польщі, у гміні Штум Штумського повіту Поморського воєводства.
Населення — 859 осіб (2011).
У 1975-1998 роках село належало до Ельблонзького воєводства.

## Демографія
Демографічна структура станом на 31 березня 2011 року:
|          | Загалом | Допрацездатний вік | Працездатний вік | Постпрацездатний вік |
| -------- | ------- | ------------------ | ---------------- | -------------------- |
| Чоловіки | 451     | 131                | 298              | 22                   |
| Жінки    | 408     | 85                 | 268              | 55                   |
| Разом    | 859     | 216                | 566              | 77                   |